# Болівійський робітничий центр
Болівійський робітничий центр, БРЦ (ісп. Central Obrera Boliviana, COB) — найбільша болівійська профспілкова організація.

## Коротка історія
Центр було створено 1952 року на хвилі Болівійської національної революції. Ініціатором створення БРЦ стала радикальна Федерація профспілок робітників гірськорудної промисловості Болівії (ФПРГРПБ). В політичному сенсі в започаткуванні БРЦ важливу роль відіграли Революційний національний рух і Революційна робітнича партія. Лідером БРЦ став Хуан Лечін, який представляв РНР. За часів Революції 1952 року члени БРЦ складали кістяк загонів робітничої міліції. Після суперечок в позиціях РНР і РРП у питанні щодо перспектив революційного руху, РРП відтісняється від керівництва БРЦ.
Хуан Лечін, який очолював БРЦ з моменту його створення, 1963 року порвав з РНР. Його прибічники створили Ліву національно-революційну партію. До нової партії приєдналась більша частина профспілкових лідерів країни. Також до неї вступила більшість активістів РРП. За часів правління генерала Хуана Хосе Торреса (1970–1971), відзначеного активізацією політичного життя, БРЦ був ініціатором створення Політичного командування (Comando Politico) для координації дій болівійських робітників. До складу політичного командування входили також активісти РРП, серед них Гільєрмо Лора. Генерал Торрес пропонував представникам БРЦ увійти до склад уряду, однак під тиском РРП вони відмовились це зробити.
1971 року влада в результаті військового перевороту захопив полковник Гуго Бансер. Переворот підтримали праві з Болівійської соціалістичної фаланги й центристи з РНР. Після спроби перевороту 1974 року Гуго Бансер заборонив діяльність всіх політичних партій, профспілок і студентських організацій. У 1980-х роках БРЦ виступав проти неоліберального курсу урядів президентів Ернана Сілеса та Віктора Паса Естенсоро. 1985 року БРЦ став ініціатором загального страйку. Його підсумком стали поступки з боку уряду й відмова від курсу МВФ. Однак після приходу до влади президента Паса Естенсоро попередній курс був продовжений.
Центр виступає нині за націоналізацію природних ресурсів газу й проти приватизації водних ресурсів. 2005 року був організатором серії демонстрацій, підсумком яких стало усунення президента Карлоса Меси. Нині в цілому підтримує курс уряду Ево Моралеса.

## Організація
В Центр входить низка крупних профспілкових об'єднань — федерації фабричних робітників, будівельників, залізничників, конфедерація болівійських студентів, конфедерація трудящих вільних професій, конфедерація ремісників, робітників повітряного транспорту, конфедерація селян тощо. Станом на 1970 рік чисельність БРЦ становила близько 400 000 чоловік.
Лідером Центру з 1952 до 1987 року був Хуан Лечін. Нині його очолює як виконавчий секретар Хайме Соларес, революційний соціаліст, який обіцяв Ево Моралесу «громадянську війну», якщо президент продовжить те, що Соларес вбачає як втручання до справ профспілок.

## Міжнародні відносини
Центр є членом Міжнародної конфедерації профспілок.